# Англо-японський союз

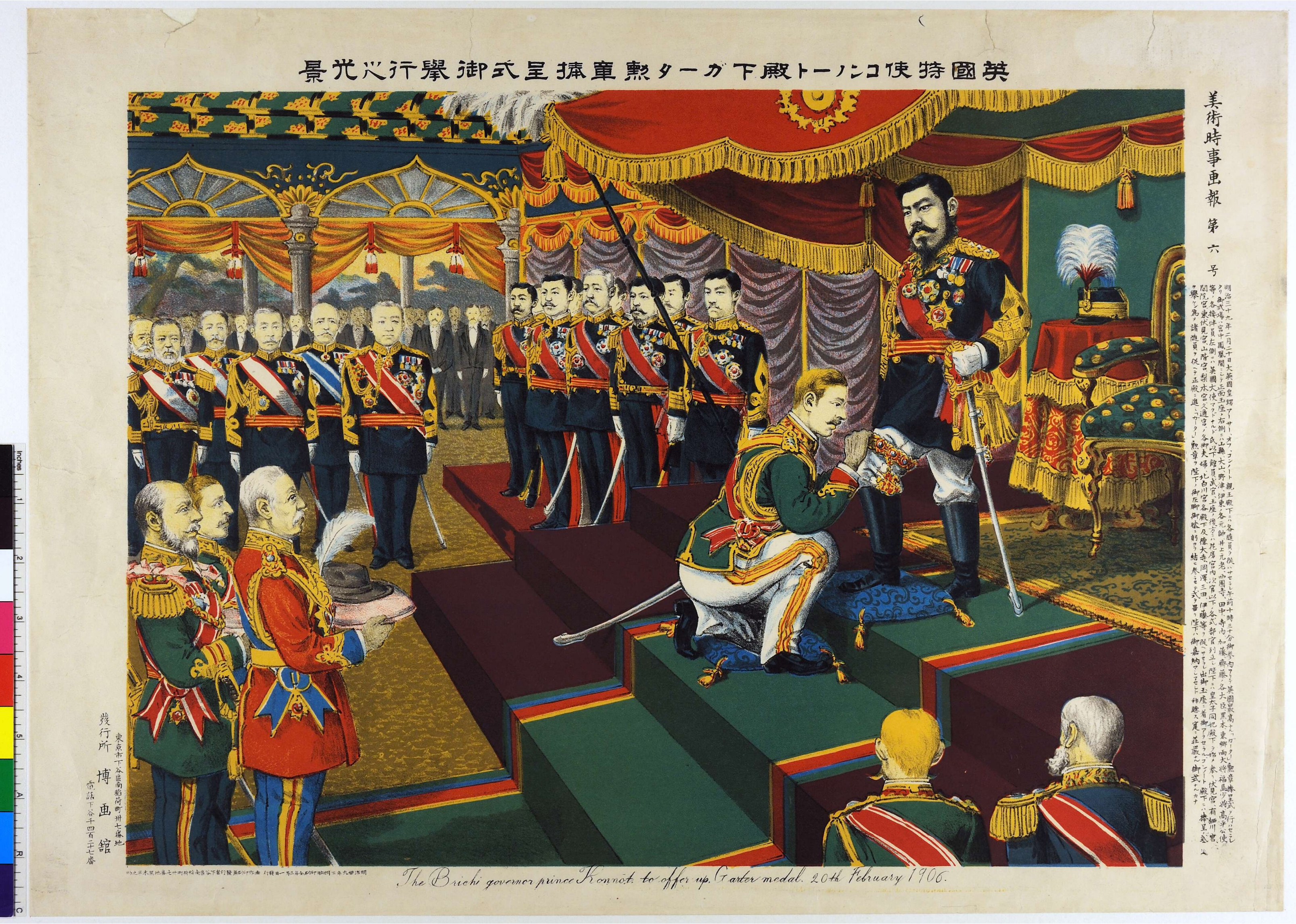
Імператор Мейдзі нагороджується Орденом Підв'язки, 1906

Англо-японський союз (яп. 日英同盟, Nichi-Ei Dōmei, англ. Anglo-Japanese Alliance) — союз між Великою Британією та Японською імперією, чинний у 1902—1923.

## Історія
Першу союзну угоду на 5 років було підписано у Лондоні 30 січня 1902 року. Текст угоди передбачав нейтралітет одного з союзників у разі війни іншого з будь-якою державою та військову допомогу одне одному, якщо до його противника приєднається одна чи більше держав. Договір гарантував «спеціальні інтереси» Великої Британії в Китаї, а Японській імперії — в Корейській імперії та Китаї і право союзників на втручання, якщо їхнім «спеціальним інтересам» буде загрожувати будь-яка небезпека через заворушення всередині цих країн або агресія ззовні. Угода мала антиросійську спрямованість й була для Японської імперії підготовкою до війни проти Росії.
Друга союзна угода терміном на 10 років була підписана 12 серпня 1905 року в Лондоні. За нею визнавався протекторат Японії над Кореєю. На відміну від першої угода 1905 року передбачала військову допомогу одного союзника іншому у разі війни навіть з однією державою; до сфери дії угоди були включені індійські володіння Великої Британії. В умовах загострення відносин з Японською імперією Велика Британія остерігалась, що у разі виникнення японсько-американського конфлікту вона буде змушена, за умовами угоди 1905 року, надати допомогу Японській імперії.
Третю союзну угоду терміном на 10 років було підписано в Лондоні 13 липня 1911 року. За її умовами один союзник не мав надавати військову допомогу іншому проти тієї держави, з якою він має генеральну арбітражну угоду (у цей час Велика Британія проводила перемовини зі США про укладання такої угоди).
Зіткнення економічних інтересів Японської імперії та Великої Британії в Китаї, а також зближення Великої Британії та Японської імперії з Російською імперією послабили антиросійську спрямованість і загальне значення Союзу. У міжнародній обстановці, що змінилась, Союз набув антинімецького характеру. На Паризькій мирній конференції 1919—1920 років Японія, використовуючи Союз та підтримуючи Велику Британію з низки питань, домоглась задоволення своїх претензій на Шаньдун і на тихоокеанські острови, що належали Німеччині.
На Вашингтонській конференції 1921—1922 років, 13 грудня 1921 року було укладено Трактат чотирьох держав між США, Великою Британією, Французькою республікою та Японською імперією. Стаття 4 зазначала, що після ратифікації угоди британо-японський союз, відновлений у 1911 році, втрачає чинність. Британські дипломати прагнули підкреслити, що угода була не анульована, а тільки замінена договором чотирьох держав, — двосторонній пакт поступився місцем пакту чотирьох держав. Однак японський делегат так визначив зміст статті 4: «У будь-якому разі ви влаштували союзу (англо-японському) блискучий похорон».